# 串良站
串良站（日语：／ Kushira eki */?）是位於鹿兒島縣肝屬郡串良町岡崎，日本國有鐵道（國鐵）的大隅線車站（廢站）。此站是東串良町的中心車站。

## 歷史
此站原本是由當地的輕便鐵道公司大隅鐵道建造，當時從鹿屋一方延伸至此處，在1921年（大正10年）8月11日啟用。當時鐵路軌距762毫米，同時車站只作旅客用途，沒有貨運服務。後來，由於大隅鐵道經營困難，加上路線比較孤立，當時有發起了活動，需要國鐵收購鐵路。在1935年（昭和10年）6月1日，輕便鐵道被國鐵收購，成為國鐵古江線終點站。
後來國鐵開始從志布志線志布志站建設鐵路線前往此處。在1936年（昭和11年）10月23日古江東線開通。古江東線使用國鐵路軌標準1,067毫米，因此乘客需要在串良站轉乘列車。後來，前大隅鐵道區間進行改軌距工程。最後在1938年（昭和13年）10月10日完成改路軌工程，使列車可直通此站。
在第二次世界大戰後的1948年（昭和23年）4月10日，車站大樓進行翻新。當時此站還是輕便鐵道規格，因此便把停車場的長度延長，另外加設側線和加設貨物業務，成為一般車站。但是貨物業務沒有營運一段長時間，於1962年（昭和37年）回復成為旅客車站。最後在1987年（昭和62年）3月14日，隨著大隅線廢止而廢站。

### 年表
- 1921年（大正10年）8月11日 - 大隅鐵道（日语：大隅鉄道）終點站啟用。
- 1935年（昭和10年）6月1日 - 鐵道省收購大隅鐵道，成為國鐵古江線車站。
- 1936年（昭和11年）10月23日 - 國鐵古江東線東串良至串良之間開通，古江線改名，以西路段為古江西線。
- 1938年（昭和13年）10月10日 - 古江西線改軌距工程完畢，古江東線與古江西線合併為古江線。
- 1948年（昭和23年）4月10日 - 車站大樓翻新。設置了側線並開始貨物業務[2]。1號、2號月台延伸至長117米。
- 1962年（昭和37年）12月20日 - 結束貨物業務。
- 1963年（昭和38年）5月1日 - 成為民間委託車站。
- 1972年（昭和47年）9月9日 - 路線名稱改為大隅線[3]。
- 1985年（昭和60年）3月14日 - 交換設備廢止，成為無人車站。
- 1987年（昭和62年）3月14日 - 大隅線全線廢止，此站也廢止[3]。

## 廢止時的車站構造
此站是地面車站，設有1面1線的島式月台。曾經此站設有1面2線的島式月台，後來把靠近車站大樓的路軌撒走。此站設有木製車站大樓。

## 現狀
在1988年（平成元年），日本國有鐵道清算事業團接收土地。在1989年（平成2年），町在該處設置了串良鐵道紀念公園。當時町長書寫了碑文，設置了紀念碑，公園內展出了月台、平交道和柴油列車。但是在2003年（平成15年），月台、平交道與柴油列車均撤走，遺址變成了停車場。其餘地方變成了兒童遊樂場。

## 相鄰車站
日本國有鐵道
大隅線
東串良－串良－下小原

## 注腳
1. 1 2 3 4  . JTB出版. : 333 （日语）.
2. ↑  「運輸省告示第116号」『官報』1948年4月6日（國立國會圖書館數碼化資料）
3. 1 2  . 鐵道雜誌（日语：鉄道ジャーナル） (鐵道雜誌社). 1987-06, 21 (7): 96–98 （日语）.

## 外部連結
- 國鐵古江線的串良站 （页面存档备份，存于）（日語）